# Зимны, Казимеж
Казимеж Францишек Зимны (пол. Kazimierz Franciszek Zimny; 4 июня 1935, Тчев — 30 июня 2022) — польский легкоатлет, заслуженный мастер спорта Польши (1962). Призёр олимпийских Игр, чемпионатов и кубка Европы. Семикратный чемпион (1956—1967) на дистанциях 1500, 5000 м и кроссе на 6 и 8 км и четырёхкратный рекордсмен Польши.

## Биография

### Спортсмен
Благодаря своей тренировочной дисциплине и невероятному упорству Зимны довольно быстро вошёл в группу лучших польских бегунов на длинные дистанции — «Вундертим» (Ежи Хромик, Здзислав Кшишковяк, Алоизий Грай, Станислав Ожуг и Мариан Йохман).
2 августа 1958 года сборная США, возвращаясь после проигранного матча в Москве, встретилась на Стадионе Десятилетия в Варшаве с командой Польши. Этот матч не был запланирован в мировом легкоатлетическом календаре. Команда США победила и мужским, и женским составами сборной. Зимны выиграл свою дистанцию 5000 метров.
Через неделю в Познани Зимны в составе команды Польши установил национальный рекорд в эстафете 4×1500 метров. Это был второй результат после команды ГДР, которая установила рекорд мира — 15.11,4. Ещё через две недели он был вторым на чемпионате Европы в Стокгольме за Здзиславом Кшишковяком.
Ещё долгое время он был тенью Кшишковяка и всегда ему проигрывал. Когда результаты Кшишковяка стали снижаться, Зимны стал первым номером в Польше и одним из лучших бегунов мира.
Несколько раз участвовал в кроссе «Юманите», и весной 1963 года отличный финишёр Зимны обошёл там отличного финишёра Болотникова. Реванш состоялся через несколько недель 5 мая на рыхлой дорожке кросса «Правды». 8000 метров с несколькими низкими барьерами Болотников пробежал за 23.14,4; Зимны — 23.14,8. Как говорил Болотников, это был самый тяжёлый забег в его жизни. Этот «чудовищный», как его назвали журналисты, бег подкосил дальнейшую спортивную карьеру обоим атлетам.

Потом Зимны пел. Но пел он в последний раз.
И его сломал этот бег. Сгоряча плясал Зимны. Ещё не понял, что все мечты и планы, которые у него были, остались на финише Московского ипподрома.

Но мне от этого было не легче. На следующий день я не смог даже закончить зарядку. Чувствовал, что задыхаюсь.— Пётр Болотников

### После спорта
Работал учителем физкультуры, тренером, был спортивным и профсоюзным активистом «Солидарности».

#### Тренер
С 1965 года занимался также тренерской работой. Был тренером спортивного клуба Лехия Гданьск. В 1974—1975 и с 1979 — тренером ПЗЛА. Ученики:
- Вольфганг Люерс[пол.]
- Хенрик Гловчевский[пол.]
- Янина Хасе[пол.].

## Результаты

### Соревнования
предварительные забеги/соревнования
| Год  | Соревнование            | Город            | Дистанция     | Дата        | Результат          | Место       | Видео/Фото/ Кинограмма |
| ---- | ----------------------- | ---------------- | ------------- | ----------- | ------------------ | ----------- | ---------------------- |
| 1956 | Летние Олимпийские игры | Мельбурн         | 5000 м        | 26 ноября   | DNF                | — (забег 1) |                        |
| 1958 | Чемпионат Европы        | Стокгольм        | 5000 м        | 21 августа  | 14.08,0            | 3 (забег 1) |                        |
| 1958 | Чемпионат Европы        | Стокгольм        | 5000 м        | 23 августа  | 13.55,2            | II          |                        |
| 1960 | Летние Олимпийские игры | Рим              | 5000 м        | 31 августа  | 14.07,75           | 3 (забег 4) |                        |
| 1960 | Летние Олимпийские игры | Рим              | 5000 м        | 2 сентября  | 13.44,8 (13.45,09) | III         | Видео                  |
| 1960 | Летние Олимпийские игры | Рим              | 10 000 м      | 8 сентября  | DNF                | —           |                        |
| 1962 | Чемпионат Европы        | Белград          | 5000 м        | 13 сентября | 14.15,8            | 4 (забег 2) |                        |
| 1962 | Чемпионат Европы        | Белград          | 5000 м        | 15 сентября | 14.01,8            | II          | 1, 2, 3                |
| 1965 | Кубок Европы            | Рим (полуфинал)  | 21—22 августа | 10 000 м    | 29.21,6            | 1           |                        |
| 1965 | Кубок Европы            | Штутгарт (финал) | 10 000 м      | 11 сентября | 28.46,0 NR*        | 3           |                        |
| 1966 | Чемпионат Европы        | Будапешт         | 30 августа    | 10 000 м    | 29.51,2            | 18          |                        |

| Год  | Город  | Дистанция  | Дата      | Результат | Место |
| ---- | ------ | ---------- | --------- | --------- | ----- |
| 1956 | Ополе  | кросс 6 км | 15 апреля | 16.58,4   | II    |
| 1965 | Сопот  | кросс 8 км | 11 апреля | 23.43,8   | I     |
| 1966 | Отвоцк | кросс 6 км | 24 апреля | 22.09,6   | I     |
| 1967 | Отвоцк | кросс 6 км | 23 апреля | 18.42,4   | I     |

| Год  | Матч         | Город   | Дистанция     | Дата       | Результат | Место |
| ---- | ------------ | ------- | ------------- | ---------- | --------- | ----- |
| 1958 | Польша — ФРГ | Варшава | 5000 метров   | 12 октября | 14.05,4   | 2     |
| 1960 | Польша — ФРГ | Варшава | 5000 метров   | 1 октября  | 13.52,6   | 2     |
| 1960 | Польша — ФРГ | Варшава | 10 000 метров | 2 октября  | 30.11,0   | 1     |

### Рекорды Польши
| Дистанция             | Результат | Место    | Дата      | Видео |
| --------------------- | --------- | -------- | --------- | ----- |
| 3000 метров[уточнить] | 7.54,6    | Варшава  | 18.6.1961 |       |
| 5000 метров           | 14.44,4   | Берлин   | 5.9.1959  |       |
| 10 000 метров         | 28.46,0   | Штутгарт | 11.9.1965 |       |
| 4×1500 метров         | 15.33,0   | Познань  | 9.8.1958  |       |

1. ↑  Состав команды: Ежи Брушковски[пол.] (3.53,6); Ежи Хромик[фр.] (3.51,5); Казимеж Зимны (3.52,5); Мариан Йохман[пол.] (3.55,4)

## Награды
- Орден Возрождения Польши IV и V степени
- Серебряная Медаль за выдающиеся спортивные достижения[пол.]

## Семья
- Отец — Владислав.
- Мать — Елена.

## Смерть
Умер олимпиец из Тчева Казимеж Зимний - Tv Tetka Tczew HD (пол.)